# Frankhegy

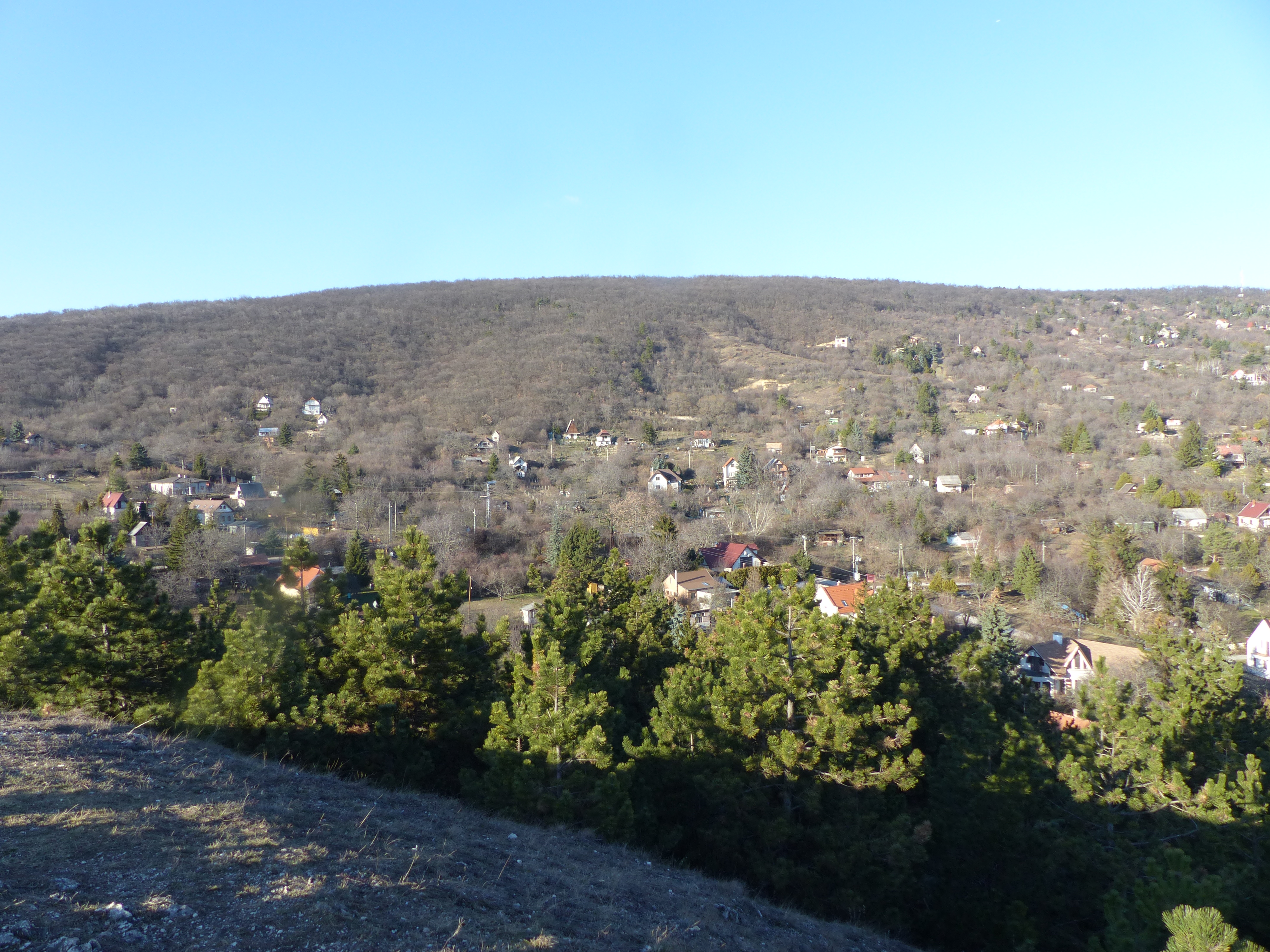
A Budaörsi-hegy az Odvas-hegy felől, aljában Frankhegy városrész

A Frankhegy különírva a Budaörsi-hegy Csillebércre átnyúló 417 méter magas része, a Budai-hegységhez tartozó hegy, egybeírva pedig a Budaörsi-hegy délkeleti lejtőjén elhelyezkedő budaörsi városrész neve.

## Leírása
A város fölé magasodó kiemelkedés déli irányban mély vízmosásokkal szabdalt édesvízi mészkővel fedett dolomitrög. Meredek majd ellaposodó lejtővel ereszkedik le a Budaörsi-medencét északról határoló rögsorra. Területén számos turistaút is áthalad. A hegy oldalában piktortéglaüregek találhatók. Flórája és faunája a budapesti Sas-hegyéhez hasonló.

## Története
A déli fekvésű domboldal eredetileg Budaörs szőlőhegye, gyümölcsös, zártkert volt. 1978-ban belterület, üdülőterület besorolást kapott. A természeti adottságai, Budapest közelsége, a friss levegő és a pazar panoráma élénkítőleg hatott a szuburbanizációra. Az 1980-as évektől a korábbi nyaralók és hétvégi telkek helyére családi házak épültek. (A lakosság 2001-ben 393 fő volt.)